# کوکاویتسا (ولاسوتینتسه)
کوکاویتسا (به صربی: Kukavica) یک منطقهٔ مسکونی در صربستان است که در ولاسوتینتسه واقع شده‌است. کوکاویتسا ۵۳۵ نفر جمعیت دارد.